# Magnolia zhengyiana
Magnolia zhengyiana este o specie de plante din genul Magnolia, familia Magnoliaceae. A fost descrisă pentru prima dată de Nian He Xia, și a primit numele actual de la Hans Peter Nooteboom. Conform Catalogue of Life specia Magnolia zhengyiana nu are subspecii cunoscute.